# India Open
Die India Open sind die offenen internationalen Meisterschaften von Indien im Badminton.
Sie wurden erstmals in den 1970er Jahren ausgetragen. Im Laufe der Zeit wechselte der Name und auch die Bedeutung des Turniers mehrfach. Über All India Open (1981), All India Badminton Grand Prix (1997) findet es sich mittlerweile als BWF-Super-750-Turnier im internationalen Badminton-Veranstaltungskalender wieder. 2005 und 2006 fanden die Meisterschaften nicht statt, da das Turnier in beiden Fällen kurzfristig abgesagt wurde. 2007 sollte eine Austragung der India Open vom 4. bis 9. September in Hyderabad erfolgen, allerdings wurde das Turnier dann aufgrund von Bombenattentaten abgesagt. 2008, 2009 und 2010 gehörte das Turnier zum BWF Grand Prix. 2011 bis 2017 wurden die India Open als Superseries-Turnier ausgetragen. Ebenfalls eingeführt wurde 2010 die Erhebung der Syed Modi International an auf Grand-Prix-Status (mittlerweile BWF Super 300).

## Sieger
| Saison    | Herreneinzel       | Dameneinzel              | Herrendoppel                                   | Damendoppel                         | Mixed                                          |
| --------- | ------------------ | ------------------------ | ---------------------------------------------- | ----------------------------------- | ---------------------------------------------- |
| 1973      | Svend Pri          | Eva Twedberg             | Elliot Stuart Derek Talbot                     | Joke van Beusekom Eva Twedberg      | Elliot Stuart Eva Twedberg                     |
| 1979      | Dhany Sartika      | Tjan So Gwan             | Hariamanto Kartono Rudy Heryanto               | Ivanna Lie Tjan So Gwan             | Hariamanto Kartono Tjan So Gwan                |
| 1981      | Prakash Padukone   | Zheng Yuli               | Thomas Kihlström Stefan Karlsson               | Nora Perry Jane Webster             | Ray Stevens Nora Perry                         |
| 1982      | Lius Pongoh        | Jane Webster             | Thomas Kihlström Stefan Karlsson               | Gillian Clark Gillian Gilks         | Billy Gilliland Karen Chapman                  |
| 1983      | Morten Frost       | Yoo Sang-hee             | Jens Peter Nierhoff Jesper Helledie            | Kim Yun-ja Yoo Sang-hee             | nicht ausgetragen                              |
| 1985      | Steve Baddeley     | Helen Troke              | Park Joo-bong Kim Moon-soo                     | Hwang Sun-ai Kang Haeng-suk         | Steve Baddeley Gillian Gowers                  |
| 1997      | Heryanto Arbi      | Cindana Hartono          | Ade Sutrisna Ade Lukas                         | Eti Tantra Cynthia Tuwankotta       | Imam Tohari Emma Ermawati                      |
| 2004      | Pullela Gopichand  | Aparna Popat             | Rupesh Kumar Sanave Thomas                     | Shruti Kurien Jwala Gutta           | nicht ausgetragen                              |
| 2005 2007 | nicht ausgetragen  | nicht ausgetragen        | nicht ausgetragen                              | nicht ausgetragen                   | nicht ausgetragen                              |
| 2008      | Boonsak Ponsana    | Zhou Mi                  | Guo Zhendong Xie Zhongbo                       | Chien Yu-chin Cheng Wen-hsing       | He Hanbin Yu Yang                              |
| 2009      | Taufik Hidayat     | Pi Hongyan               | Choong Tan Fook Lee Wan Wah                    | Ma Jin Wang Xiaoli                  | Flandy Limpele Vita Marissa                    |
| 2010      | Alamsyah Yunus     | Saina Nehwal             | Fairuzizuan Tazari Zakry Abdul Latif           | Shinta Mulia Sari Yao Lei           | Valiyaveetil Diju Jwala Gutta                  |
| 2011      | Lee Chong Wei      | Porntip Buranaprasertsuk | Hirokatsu Hashimoto Noriyasu Hirata            | Miyuki Maeda Satoko Suetsuna        | Tontowi Ahmad Liliyana Natsir                  |
| 2012      | Son Wan-ho         | Li Xuerui                | Bodin Isara Maneepong Jongjit                  | Jung Kyung-eun Kim Ha-na            | Tontowi Ahmad Liliyana Natsir                  |
| 2013      | Lee Chong Wei      | Ratchanok Intanon        | Liu Xiaolong Qiu Zihan                         | Miyuki Maeda Satoko Suetsuna        | Tontowi Ahmad Liliyana Natsir                  |
| 2014      | Lee Chong Wei      | Wang Shixian             | Mathias Boe Carsten Mogensen                   | Tang Yuanting Yu Yang               | Joachim Fischer Nielsen Christinna Pedersen    |
| 2015      | Srikanth Kidambi   | Saina Nehwal             | Chai Biao Hong Wei                             | Misaki Matsutomo Ayaka Takahashi    | Liu Cheng Bao Yixin                            |
| 2016      | Kento Momota       | Ratchanok Intanon        | Markus Fernaldi Gideon Kevin Sanjaya Sukamuljo | Misaki Matsutomo Ayaka Takahashi    | Lu Kai Huang Yaqiong                           |
| 2017      | Viktor Axelsen     | P. V. Sindhu             | Markus Fernaldi Gideon Kevin Sanjaya Sukamuljo | Shiho Tanaka Koharu Yonemoto        | Lu Kai Huang Yaqiong                           |
| 2018      | Shi Yuqi           | Zhang Beiwen             | Markus Fernaldi Gideon Kevin Sanjaya Sukamuljo | Greysia Polii Apriyani Rahayu       | Mathias Christiansen Christinna Pedersen       |
| 2019      | Viktor Axelsen     | Ratchanok Intanon        | Lee Yang Wang Chi-lin                          | Greysia Polii Apriyani Rahayu       | Wang Yilu Huang Dongping                       |
| 2020 2021 | nicht ausgetragen  | nicht ausgetragen        | nicht ausgetragen                              | nicht ausgetragen                   | nicht ausgetragen                              |
| 2022      | Lakshya Sen        | Busanan Ongbumrungpan    | Satwiksairaj Rankireddy Chirag Shetty          | Benyapa Aimsaard Nuntakarn Aimsaard | Terry Hee Tan Wei Han                          |
| 2023      | Kunlavut Vitidsarn | An Se-young              | Liang Weikeng Wang Chang                       | Nami Matsuyama Chiharu Shida        | Yuta Watanabe Arisa Higashino                  |
| 2024      | Shi Yuqi           | Tai Tzu-ying             | Kang Min-hyuk Seo Seung-jae                    | Mayu Matsumoto Wakana Nagahara      | Dechapol Puavaranukroh Sapsiree Taerattanachai |